# 瓦爾德默河
46°56′26″N 8°00′24″E / 46.94049°N 8.00658°E

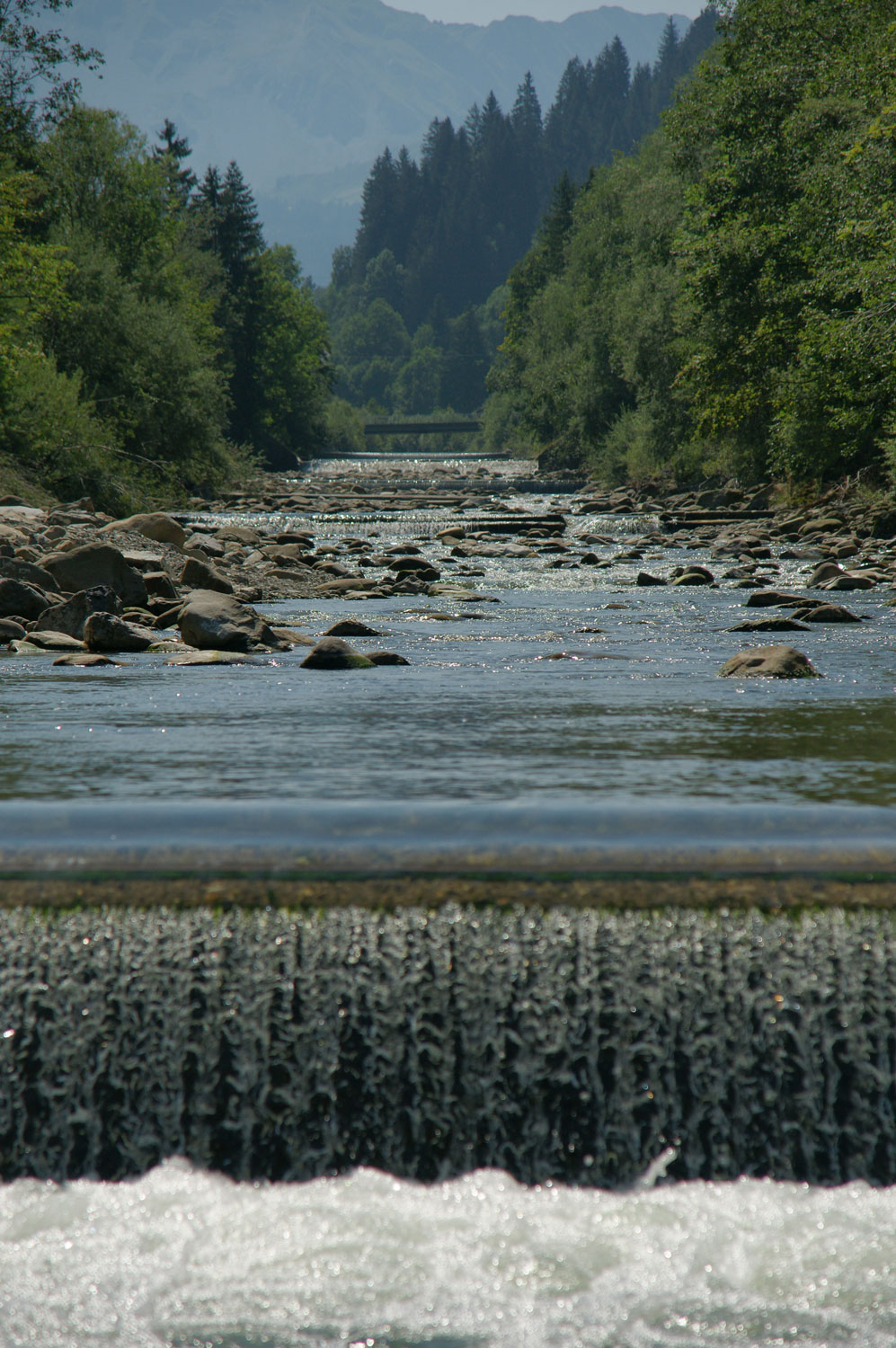

瓦爾德默河是瑞士的河流，位於該國中部，流經盧塞恩州和上瓦爾登州，河道全長23.5公里，流域面積115.1平方公里，與白埃默河匯流成為小埃默河。